# Ephel Dúath

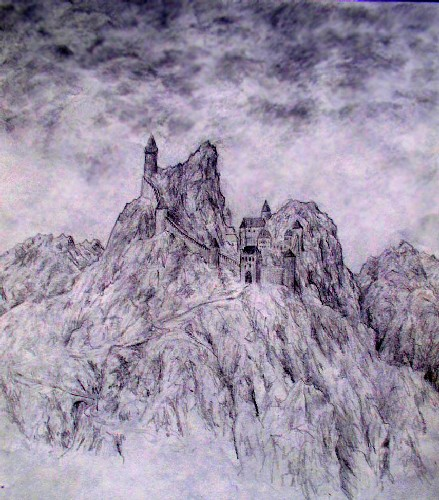
Durthang, al norte de las Ephel Dúath. Mordor.

En el universo imaginario del escritor británico J. R. R. Tolkien y en particular en su novela El Señor de los Anillos, las Ephel Dúath (‘defensa de la oscura sombra’ en sindarin), conocidas como Montañas de la Sombra por los hombres, eran una cordillera que constituía la frontera occidental y meridional de Mordor, de más de mil quinientos kilómetros de largo. Comprendía dos de los lados del conjunto de montañas con forma de herradura que eran la defensa principal del país oscuro.
Las Ephel Dúath eran prácticamente inexpugnables, y Tolkien sólo señala en ellas dos pasos: Cirith Gorgor y Cirith Ungol. El primero de esos dos pasos la separaba de la otra gran cadena montañosa de Mordor: las Ered Lithui o Montes de Ceniza. Las torres de Minas Morgul y Cirith Ungol, como así también la más occidental de las Torres de los Dientes, se encontraban en su brazo occidental.
Sus laderas orientales, caían abruptamente a un valle encajonado que la separaba de la cordillera interior del Morgai y a la altura de la torre de Cirith Ungol un camino descendía hasta un puente de piedra que cruzaba esa cañada a los valles altos de la cadena inferior y de allí por el camino de Sauron hasta el Orodruin y Barad-dûr. Mientras que en las laderas occidentales, altas y empinadas, un bosque descendía por ellas y se unía a una zona anfractuosa y llenas de barrancos; el camino del Harad seguía la línea de las montañas. El brazo meridional separaba el país de Nurn del Cercano Harad y de su vecino Khand.
Varios ríos tenían sus nacientes en la cordillera. Los más conocidos son: el río de la Ventana del Sol Poniente, el Morgulduin y el río Poros, que nacían en las laderas occidentales. El Harnen en sus laderas meridionales y dos ríos sin nombre establecido por Tolkien, que desembocaban en el Mar de Núrnen, de sus laderas septentrionales.